# Murray Halberg
Sir Murray Gordon Halberg ONZ MBE (* 7. Juli 1933 in Eketāhuna; † 30. November 2022 in Auckland) war ein neuseeländischer Leichtathlet, der in Mittel- und Langstreckendisziplinen startete. Sein größter Erfolg war der Olympiasieg in Rom 1960 im 5000-Meter-Lauf.

## Biografie
Murray Halberg, der in Eketāhuna geboren wurde, wuchs in Auckland auf, wo er das Avondale College besuchte. Als Jugendlicher war Halberg im Rugby aktiv. Dabei verletzte er sich jedoch Mitte 1950 an der linken Schulter, wodurch fortan sein linker Arm gelähmt war und ein Blutgerinnsel am Herzen entstand. Aufgrund dieser Verletzung verbrachte Halberg zwei Monate im Krankenhaus.

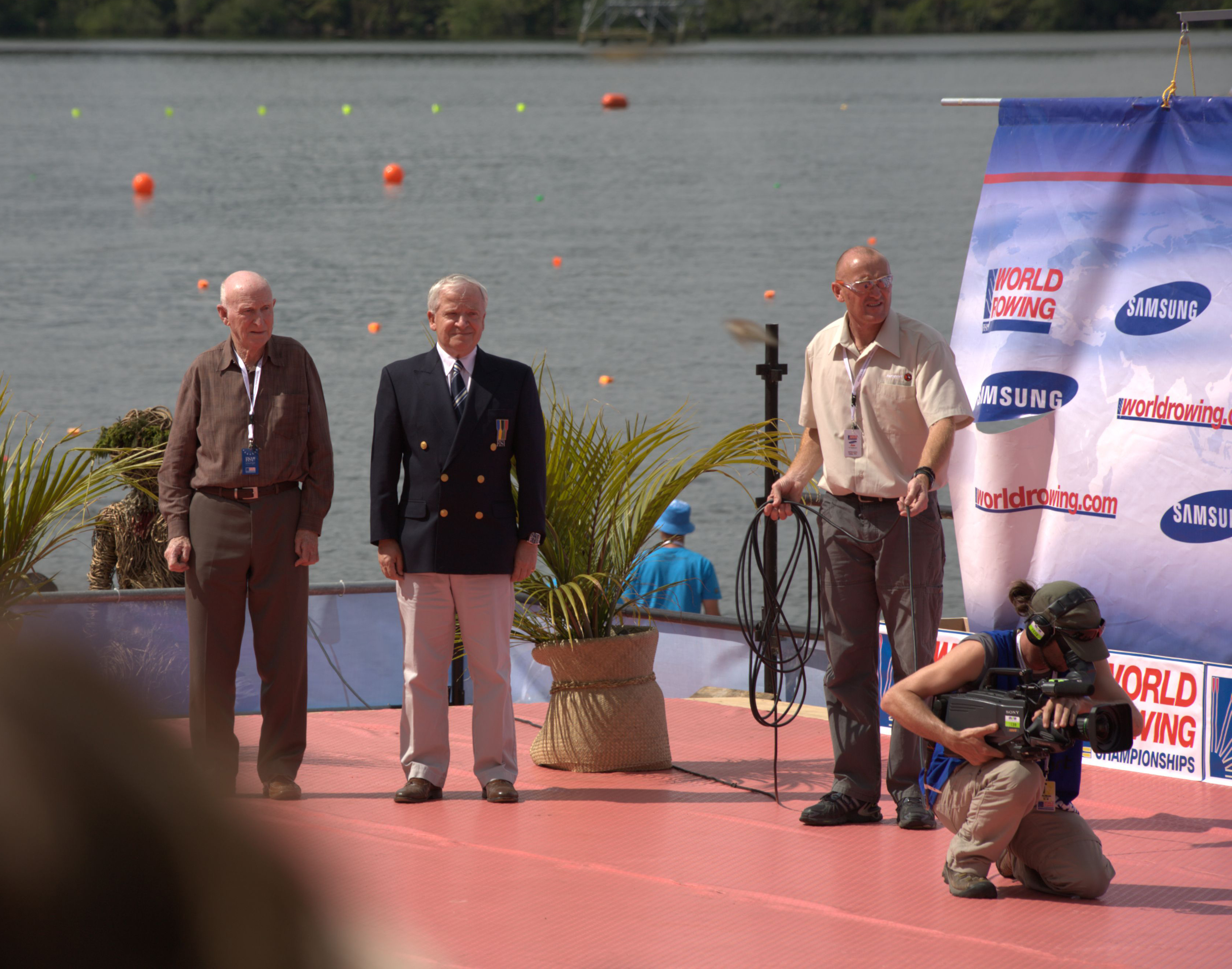
Sir Murray Halberg (ganz links) als Ehrengast bei der Ruder-WM 2010

Doch Halberg konnte trotz seiner Verletzung wieder Sport betreiben und begann in der Leichtathletik. 1952 wurde er neuseeländischer Juniorenmeister über eine und zwei Meilen. Unter seinem Trainer Arthur Lydiard verbesserte er sich stetig und wurde bei den British Empire and Commonwealth Games 1954 Fünfter über 1 Meile. In Melbourne 1956 nahm Halberg erstmals an Olympischen Spielen teil und belegte dort den 11. Rang über 1500 Meter. Im August 1958 lief Halberg in Dublin als erster Neuseeländer 1 Meile unter 4 Minuten (3:57,5 min). Einen Monat später gelang ihm dies in Oslo mit einer Zeit von 3:57,1 min erneut.
1958 siegte er bei den British Empire and Commonwealth Games in Cardiff über 3 Meilen. Bei seinem Olympiasieg in Rom 1960 im 5000-Meter-Lauf setzte Halberg zur Überraschung der gesamten Konkurrenz den Endspurt bereits zwei Runden vor Laufende an. Zudem ging er auch über 10.000 Meter an den Start, wo er Fünfter wurde. Ein Jahr später konnte Halberg über 2 Meilen, 3 Meilen, 2 Meilen (Halle) einen neuen Weltrekord aufstellen. Selbiges gelang ihm über 4 × 1 Meile zusammen mit Peter Snell, Gary Philpott und Barry Magee. Noch im gleichen Jahr wurde Halberg zum Member of the Order of the British Empire ernannt. 1962 konnte Halberg seine Goldmedaille über 3 Meilen bei den British Empire and Commonwealth Games 1962 in Perth verteidigen.
1963 gründete Halberg die Halberg-Stiftung (The Halberg Trust) zugunsten behinderter Kinder. Bei den Olympischen Spielen 1964 in Tokio ging er noch einmal über 5000 und 10.000 Meter an den Start. Nachdem er über 10.000 Meter Siebter wurde, konnte er über 5000 Meter den Vorlauf nicht überstehen.
1988 wurde Halberg für seine sportlichen Erfolge als Knight Bachelor („Sir“) geadelt. In Neuseeland wird jährlich der nach ihm benannte Halberg Award an verdiente Sportler verliehen. Im Jahr 2008 erhielt er den Order of New Zealand.